# 居民組織
居民組織是一個由居住在附近的人為了共同利益而組織起來的過程。
與那些促進共識性社區建設的人不同，居民組織者通常認為社會變革必然涉及衝突和社會鬥爭，以便為弱勢產生集體力量。居民組織的核心目標是產生一個代表居民的、具持久權力的組織，使其能夠長遠地在一系列問題上影響關鍵決策者。例如，在理想情況下，這可以使居民組織團體在決策談判桌上佔一席位。居民組織者與當地新領導人一起工作，並培養他們，促進聯盟並協助開展運動。組織的中心目標是發展出健全的有組織的地方民主，由此將社區成員團結在一起，跨越分歧，共同為居民利益而戰。

## 特點
居民組織團體會試圖影響政府，公司和機構，力求在決策機構中增加直接代表權，並更廣泛地促進社會改革。在談判失敗的情況下，這些組織會迅速通知談判室外的其他人，並通過圍堵，抵制，靜坐，請願和選舉政治等多種方式公開談判結果，並向決策者或施壓。組織團體經常尋找他們認為會引起爭議和衝突的議題，從而吸引和教育參與者，建立承諾和樹立「成功爭取」聲譽。因此，居民組織的工作重點不僅限於特定議題。實際上，特定議題本身往往就是達至其他組織目的的手段。
居民組織者一般會力求建立民主的，對居民開放並易於進入的團體，並關注特定利益群體的整體健康狀況，而不是全個社區。組織旨在廣泛地賦予居民權力，最終目標是在整個社區中更平均地「分配」權力。
許多基層組織模型都是建立在1930到1970年代索爾·阿林斯基的工作之上，而居民組織的四種基本類型是基層組織或「敲門」組織，居民信仰組織，廣闊型組織和聯盟建設。政治運動通常聲稱，他們的挨家挨戶行動實際上是組織社區的一種努力，儘管這些行動通常只專注於識別選民和選票。

## 甚麼不是居民組織
從居民組織者的角度了解什麼不是居民組織，更有助理解甚麼是居民組織。
- 行動主義：根據愛德華·錢伯斯（Edward Chambers）的說法，居民組織就不同於行動主義，因為行動主義份子從事抗爭活動沒有統一策略去建立連貫的權力或爭取特定社會變革。[4]
- 動員：居民組織不是無長遠計劃地動員群眾聚在一起，在實現特定的社會變革後，解散團體且無法建立持久的權力。[4]
- 倡議：倡議者通常為因殘疾，場地固有的複雜性（例如在法院和醫院）或其他因素而被（不正確地）認為不能代表自己利益的其他人發聲，而居民組織強調讓受影響者直接為自己發聲。
- 建立社會運動：廣泛的社會運動通常集合個人行動主義者，地方和國家組織，倡議團體和多個且經常是互有衝突的發言人等，他們是通過相對共同的目標而非共同的組織結構聚集在一起的。而社區組織團體可能是「運動」的一部分。而在解決運動議題後，運動通常會消散，儘管運動期間創建的組織可以繼續並轉移其重點。[9]
- 法律訴訟：律師通常對從事社會行動的人士非常重要。而當社會行動策略主要是圍繞訴訟而設計時，問題就來了。當律師走到舞台中心時，基層抗爭會被推到後台，集體的權力和力耐亦會受到阻礙。雖然在一些例子中，居民組織團體和法律團隊可以很好地協同工作（例如，Williams v. California 針對 k-12 教育中的不平等提起訴訟）。[10]
- 直接服務：今天的美國人經常將公民參與等同於直接提供服務。但是現在的居民組織團體通常會避免提供服務，因為歷史的教訓是，當他們提供服務時，通常也會錯過組織集體權力的機會。而權力部門（如政府）亦不時會威脅居民組織團體中提供服務的單位，以防止集體行動的萌生。在非牟利組織中，有許多機構曾經進行居民組織，但在轉移到服務後便失焦了。[11]
- 社區發展[12]：共識型社區發展指通過一系列策略來改善社區，而這些策略通常由在政府，政策，非營利組織或商業組織中工作的受過教育的專業人員指導，這種發展不算是居民組織。即使社區發展項目越來越多地包括居民參與的組成部分，並且常為貧困地區的居民以協作技能和職業培訓等技能。但是，社區發展通常假設團體和個人可以協同工作，而不會出現重大衝突或因解決社區挑戰而起的權力鬥爭。當前流行的資產型社區發展（英语：Asset-based community development）旨在找出現有的社區優勢。但是，居民組織與社區發展往往只是一線之差，而許多社區發展文獻和實踐與居民組織皆十分相似，例如《國際社區發展雜誌》。這也肇因自1970年代以來，社區發展的實踐者也就廣受不平等和權力分配結構分析的影響。
- 關於社區問題的無派系對話：這種無派系對話旨在為人們創造了聚會的機會，並就社區問題進行對話，如同居民組織一樣，著力保持開放接受各種意見，從中達成一些共識。學習圈（英语：study circle）就是一個例子。但是，居民組織團體除了內部也會進行對話外，重點還在生成一個集體且唯一的「聲音」，以便為居民以至更廣泛的社區中的成員獲取權力和資源。
- 在居民組織中所獲得和行使的權力既不是通過法律，非法，有形或經濟手段的強逼回來的，相對的例子是銀行，集團，公司，政府或其他機構的權力。相反，組織活動是利用社區成員的共同努力來共同實現經濟利益或其他利益。與商業企業不同，居民組織所產生的利益也會自動給予有類似情況但非團體的人，例如某個地理區域或具有相似社會經濟地位的居民，或有共同的條件或狀況並受惠於居民組織勝利的人，例如運動影響其行業的工人，或在法律或經濟資格方面有收穫的殘疾人。

## 香港例子

### 荃灣合一的居民組織
1973年6月，由天主教葛達二聖堂、聖公會荊冕堂、荃灣信義會、葵涌新區循道衛理公會亞斯理堂等六間位於荃灣新市鎮及鄉村的天主教及基督新教教會，向徙置事務署申請成功，在大窩口新區第九座聯合成立的荃灣合一社會服務中心（簡稱荃灣合一），積極於居民組織，連結當區基層爭取權益，並與居民共同組織堵路和佔領抗爭，挑戰港英政府制定的法例。在80年代房委會推出公屋富戶政策，定性家庭入息超過限額的租戶為富戶，並徵收雙倍租金。及至1993年港英政府宣佈中期修訂，減免部份富戶的雙倍租金為倍半租金。由荃灣合一組織的居民組織團體堅持全面撤銷富戶政策，並於1993年3月25日打算遊行至港督府，在遇上阻撓後轉而在上亞厘畢道馬路上靜坐，堵塞三條行車線，要求時任港督彭定康接信。
對應90年代，屋宇署為全港大規模清拆僭健天台屋而推出的「滾石行動」。1994年10月，荃灣合一社工協助荃灣德仁樓、卓明樓的天台屋居民，到中環美利大廈（今美利酒店）露宿，並於早上上班時間進入大廈大堂堵塞升降機，癱瘓全棟大廈，爭取與時任屋宇署署長余黎青萍會面，並表達反對清拆及商討天台屋居民安置安排。事件發展至1994年12月14日，荃灣合一社工協助居民在美利大廈外的花園道佔領一條行車線靜坐，而因該次行動有部份街坊打算帶同煮食爐、飯菜、空的石油氣罐上演街頭劇，警方到場後封鎖整條花園道，癱瘓了中環半山交通，並即場拘捕多名居民和社工，事件亦令石油氣罐成為是次抗爭的代名詞。雖然事件落得多人被捕的結果，但同時亦引發公眾關注，吸引傳媒追訪受影響天台屋居民，促成針對「滾石行動」政策不公的討論。花園道事件五日後，政府封鎖荃灣街市街，部署二百多名武裝警察展開清拆，並與數百名支持者對歭。無家可師的居民在荃灣合一社工協助下，展開為期71日的街頭露宿行動，吸引不少市民前來慰問及捐助物資。抗爭被捕牽起的民意逆轉，最終令天台戶居民成功上樓。
1995年，屋宇署的「滾石行動」伸展至旺角金輪大廈，當時社區組織協會（社協）、學聯社運資源中心和部份社工組成「金輪之友」支持天台屋居民爭取安置。唯金輪天台屋居傾向荃灣天台屋居民抗爭的經驗，令社協十分為難，及至1995年4月22日社協宣佈停止為金輪天台屋居民提供服務，社協何喜華甚至指來自荃灣合一的社工為一些不知從何而來、以個人名義的人，經常挑撥居民採激烈行動，並指那些人在行動上與警權相連來考慮，不明其動機何在。事件最後在1995年5月發展成近300名防暴警到金輪大廈清場，荃灣合一亦代表居民（而非居民自身）與政府達成低於居民組織要求的協議後，告一段落。
1996年10月，荃灣合一決定即時解僱6名社工，並因而引發荃灣合一工潮。事件最終以荃灣合一於1997年1月終止所有服業告終，部份荃灣合一的社工、服務使用者及支援人士其後自立門戶，在1月先成立基層發展中心（页面存档备份，存于）作為延續運動發展的平台，其後陸續在區內成立老人權益中心、工友權益聯社及葵涌邨居民權益關注組等組織，其後再發展成關注全港性政策的社區組織。但荃灣合一的結業，仍一定程度反映居民組織這套「走得前」的手法不被香港當時的社工界別所接受。
由於荃灣新巿鎮作為香港早期的衛星城市，以興建租住公屋（包括徙置區及廉租屋）及劃出工業區設置廠房，吸引大量勞動力居住，除荃灣合一外，亦有日後被譽為人權鬥士的甘浩望神父，在1974年被天主教香港教區派往荃灣石籬新區開辦聖若望宗徒堂時所組的石籬民生關注組，同時亦有持社會主義-托洛茨基主義的年輕知識份子，包括部分本身已經組織革命馬克思主義者同盟的成員，在區內開辦名為「新青學社」的工人夜校，後來因應港英政府推行強制性九年免費教育，使工人夜校需求下降，新青學社轉型為社區及勞工議題組織，並更名為街坊工友服務處，自1985年起更參與香港三級議會直接選舉。
綜合上述當時在荃灣新巿鎮，在社區組織上的先進性及百家爭鳴情況，當區居民早於1970年代末便善於利用居民大會、簽名連署、組織焦點小組，甚至請願遊行等方法爭取應有權益，進入1980年代初，恰巧爆發問題公屋醜聞，以公屋為主的荃灣新巿鎮成為重災區，區內所有政府廉租屋邨及第四型徙置大廈的樓宇結構均出現問題，而當中4條屋邨、超過十座大廈更因石屎強度嚴重不足有即時倒塌危險，需安排緊急重建，此等情況加深當地居民更積極關心權益。
恰巧當時港英政府，在1980年代開始就地方行政改革，並實行代議政制，上述的社區組織中培養了不少活躍成員，投身參與代議政制下的各級議會選舉，同時，在1985年第二次區議會選舉前，因應荃灣新市鎮人口劇增，而將新市鎮內以公屋為主的葵涌谷及青衣島劃分新設葵青區議會，在該次選舉中，不少由上述的社區組織出身或活躍成員都投入參選並成功當選，日後成為泛民主派政黨主要領導，包括有活躍於荃灣合一的單仲偕，於該屆選舉當選葵涌西選區（包括大窩口邨及葵涌邨）議席，及後曾兩度出任葵青區議會主席、循直選和功能界別當選立法會議員，又如在新青學社創始人劉山青於1980年在廣州被捕後接替領導的梁耀忠，當屆選舉在葵涌中選區（包括葵興邨及葵芳邨）當選，並一直連任至2021年因涉非法集結案遭褫奪議席止，代表該區長達36年，期間也曾多次當選立法會議員，其他同樣出身荃灣新巿鎮社區組織而投身政界，日後並為民主派政黨領導者亦不勝枚舉。進入1990年代，不少這類團體中，更為基層的參與者也會透過其他途徑，例如訴諸司法維權，如入稟司法覆核挑戰公屋富戶政策、2000年代入稟反對領匯上市的公屋居民代表，都是來自葵青區各屋邨的居民。